# Alleen op de wereld
Alleen op de wereld (Frans: Sans famille) is een jeugdavonturenroman van de Franse schrijver Hector Malot. Het boek werd voor het eerst gepubliceerd in 1878 en is meermalen verfilmd. De eerste Nederlandse vertaling, van de hand van Gerard Keller, kwam in 1880 uit, meteen al met de titel Alleen op de wereld.
Het verhaal gaat over de vondeling Remi en de zoektocht naar zijn afkomst.

## Geschiedenis van het boek
Malot kreeg van uitgever Jules Hetzel na het succes van zijn eerdere roman Romain Kalbris de opdracht voor een nieuw boek, dat zou moeten handelen over een arbeidersgezin waarvan de vader zou overlijden, zodat de kinderen over heel Frankrijk verspreid werden. Het boek moest de lezers inzicht geven op het nationale karakter van Frankrijk, op de geografie en de bedrijvigheid.
De opdracht was niet uniek. In deze periode bestond sympathie voor weeskinderen of andere kinderen die zonder hun ouders opgroeiden. Vele jeugdboeken uit de negentiende eeuw, vaak met een wat sentimentele inslag, hebben dit als onderwerp.
Toen de Frans-Duitse oorlog uitbrak ging het eerste manuscript grotendeels verloren. Tijdens het schrijven las Malot het boek voor aan zijn tienjarige dochter Lucie. In 1878 verscheen het boek. Malot had forse wijzigingen aangebracht, omdat Hetzel bezwaar maakte tegen de sociale en religieuze kwesties die Malot aan de orde had gebracht. Toch komen in het boek de beroerde sociale omstandigheden aan de orde, en heeft het een sociaalkritische strekking.
Het beoogde educatieve doel is onopvallend in het verhaal verwerkt. In latere bewerkingen werden de als leerzaam bedoelde passages verder ingekort of zelfs geheel geschrapt.
Het boek werd zeer populair. Alleen in de Nederlandse Koninklijke Bibliotheek zijn 250 edities en drukken aanwezig.

## Verhaal
Jérôme Barberin woont met zijn vrouw in het (fictieve) dorpje Chavanon, vermoedelijk in Puy-de-Dôme. Hij is meestal niet thuis, want hij werkt als steenhouwer in Parijs.
Op een dag vindt hij een kind van een paar maanden. Aan de kleertjes kan Barberin zien dat het kind rijke ouders heeft. De vraag speelt op waarom het kind in Parijs te vondeling is gelegd. Jérôme Barberin is een vrij ruwe man die niet in een kind geïnteresseerd is. Hij hoopt echter dat de rijke ouders het kind komen ophalen en hem een beloning geven. Hij geeft de baby aan zijn vrouw en noemt hem Remi.
Als Barberin na een aantal jaren vanwege een ongeval op het werk in financiële problemen komt, schrijft hij zijn vrouw dat zij haar koe (een belangrijke bron van welvaart) en Remi weg moet doen. Ze verkoopt de koe, maar ze houdt Remi, die een gelukkige jeugd heeft zonder een idee te hebben dat moeder Barberin eigenlijk niet zijn echte moeder is.

### Eerste deel
Het boek begint als Remi 8 jaar is. Jérôme komt onverwacht terug naar huis. Als hij ziet dat Remi er nog is, besluit hij meteen actie te ondernemen om zich van het kind te ontdoen. De volgende dag ontmoet Jérôme een reizende artiest, de Italiaan Vitalis. Deze biedt aan de zorg voor Remi op zich te nemen. Jérôme kan dat aanbod niet afslaan en Remi wordt door Vitalis meegenomen zonder zelfs de kans te hebben van zijn pleegmoeder afscheid te nemen. Moeder Barberin zou er namelijk alles aan hebben gedaan om de transactie te voorkomen.

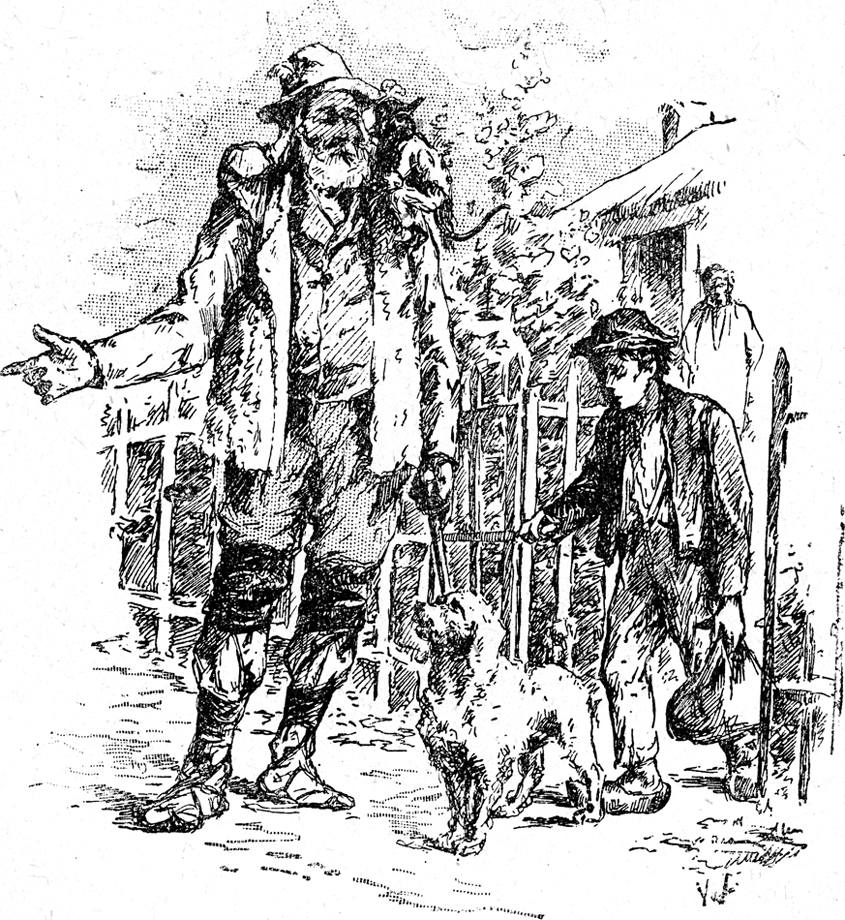
Vitalis, Remi en de dieren

Vitalis heeft een aantal gedresseerde dieren bij zich: het aapje Joli-Cœur en drie honden: Capi, Dolce en Zerbino. Samen trekken ze Frankrijk door en ze verdienen de kost met toneel- en muziekuitvoeringen. Vitalis is streng, maar ook vriendelijk en eerlijk. Hij leert Remi lezen en schrijven en hij leert hem zelfs te spelen op de harp.
Tijdens een optreden in Toulouse krijgt Vitalis een conflict met de politie en wordt hij veroordeeld tot twee maanden gevangenisstraf. Nu is Remi met de dieren op zichzelf aangewezen. Hij probeert met uitvoeringen de kost te verdienen, maar dat lukt hem niet zonder de uitstraling van Vitalis. Dan ziet Remi een merkwaardige boot op het Canal du Midi. Het is Le Cygne (De Zwaan), de woonboot van de Engelse mevrouw Milligan en haar zieke zoon Arthur. Arthur is gedwongen een tijd lang stil in bed te liggen. Zijn moeder heeft Le Cygne laten bouwen om haar zoon nog wat afleiding te geven. Remi en Arthur worden vrienden en Remi mag bij hen op de boot logeren. Hij heeft het er erg naar zijn zin en Arthur vraagt  of hij bij hen op de boot wil blijven, maar daarvoor heeft Remi toestemming nodig van Vitalis.
Wanneer Vitalis weer vrijkomt, laat Remi hem weten waar hij is. Iedereen hoopt dat Vitalis afstand van hem zal doen, maar Vitalis denkt daar anders over. Zo hervatten Remi en Vitalis hun zwerversleven.
Tijdens een sneeuwstorm schuilen ze in een schuur, terwijl ze omsingeld worden door wolven. Dolce en Zerbino worden door de wolven verslonden en Joli-Cœur loopt een longontsteking op. Vitalis heeft nu dringend geld nodig om een dokter te kunnen betalen. Hij besluit te gaan zingen, wat Remi hem nooit eerder heeft horen doen. Een vrouw laat weten dat ze erg onder de indruk is van Vitalis' stem en doet een royale gift in het bakje, maar Vitalis wil niets met de vrouw te maken hebben. Ondanks de goede zorg gaat Joli-Cœur ook dood.
Vitalis besluit naar Parijs te gaan om nieuwe dieren te kopen en te dresseren. Hij besluit Remi enige tijd onder te brengen bij een vriend van hem, Garofoli, die onderdak biedt aan een aantal jongens. Als ze bij Garofoli komen, ziet Vitalis dat zijn vriend een bullebak is die zijn jongens slaat als ze niet genoeg geld thuisbrengen. Vitalis dreigt met de politie. Garofoli dreigt daarop geheimen van Vitalis te onthullen, waarmee hij Vitalis de mond snoert. Vitalis gaat weg en neemt Remi mee. Hij heeft geen vertrouwen in de gastvrijheid van de Parijzenaren en die nacht vinden ze geen onderdak. Ze vallen in de sneeuw in slaap.
De volgende ochtend wordt Remi wakker in het huis van Pierre Acquin en zijn vier kinderen Étiennette, Alexis, Benjamin en Lise (in vertalingen ook Martha, Alex, Benjamin en Lize). Acquin heeft Remi en Vitalis die ochtend voor zijn deur gevonden. Vitalis bleek al gestorven te zijn, Remi is vermoedelijk blijven leven doordat de hond, Capi, hem warm heeft gehouden. Wanneer Vitalis begraven wordt, willen de autoriteiten weten wie hij is. Remi weet niets van Vitalis, maar zegt dat Garofoli meer weet. Garofoli onthult dat Vitalis in werkelijkheid de beroemde Italiaanse zanger Carlo Balzani was. Toen Balzani ouder werd, ging zijn stem achteruit. Daar schaamde hij zich zo voor dat hij besloot een andere identiteit aan te nemen.
Het blijkt dat Vitalis zich vergist heeft in de Parijse gastvrijheid, want Remi wordt door Pierre Acquin in huis genomen. Acquin is een bloemenkweker. Remi heeft er een gelukkige tijd en hij trekt vooral veel op met Acquins jongste dochter Lise. Na twee jaar wordt de oogst van Acquin verwoest door een onverwachte hagelbui. Dat is een enorme ramp voor het gezin. Uiteindelijk gaat Acquin zelfs naar de gevangenis omdat hij zijn schulden niet kan betalen. De kinderen worden door verschillende ooms en tantes opgevangen. Remi, die niet als familielid wordt erkend, blijft alleen achter.

### Tweede deel
In Parijs ontmoet Remi een jongen die hij eerder heeft gezien. Het is Mattia, een van de jongens uit het huis van Garofoli. Mattia is door Garofoli enige tijd in een circus tewerkgesteld. Toen hij bij Garofoli terugkwam, hoorde hij dat deze een jongen, Orlando, had doodgeslagen en daarvoor in de gevangenis zat. Mattia is een begaafd vioolspeler. De jongens komen erachter dat ze samen veel succes hebben met muziekuitvoeringen en ze besluiten als reizende artiesten verder te gaan.
Mattia kent niemand in Frankrijk, maar Remi verlangt ernaar zijn pleegmoeder Barberin terug te zien. Tevens wil hij een bezoek brengen aan zijn pleegbroers en -zussen, de kinderen van Acquin. Allereerst gaan ze naar Varses, waar Alexis Acquin woont bij zijn oom Gaspard, een mijnwerker.
Alexis werkt met zijn oom in de mijn, waar hij de kolenwagentjes moet duwen. Juist als Remi en Mattia daar aankomen, heeft Alexis een ongeluk gehad, waardoor hij enige tijd niet kan werken. Remi biedt aan het van hem over te nemen. In de mijn sluit Remi vriendschap met een oude mijnwerker. Het is een man die erg veel weet over geologie en het ontstaan van steenkool en die daar veel over kan uitleggen. De man wordt door de andere mijnwerkers een beetje uitgelachen en Magister, schoolmeester, genoemd, maar niemand twijfelt aan zijn vriendelijkheid en eerlijkheid.
Op een dag gebeurt er een ramp: er ontstaat een opening waardoor een riviertje in de mijn uitkomt en de mijn onder water loopt. Zeven mijnwerkers, onder wie Remi, oom Gaspard en de Magister, slagen erin een luchtbel te bereiken. Een van de zeven zegt dat het zijn schuld is, omdat hij ooit een horloge heeft gestolen. Hij pleegt zelfmoord. De zes anderen worden na twee weken gered. Het blijkt dat ze de enige overlevenden zijn.
De bestuurders van de mijn bieden Remi een baan aan. Remi slaat het aanbod echter af, hij reist liever met Mattia door Frankrijk. Mattia heeft veel geleerd van Remi, zoals lezen en schrijven. Mattia wil ook meer theoretische muziekkennis hebben en daar weet Remi weinig vanaf. In de stad Mende besluit Mattia een muziekleraar te zoeken. De herbergierster wijst hem naar meneer Espinassous, een man die in zijn hart musicus is, maar de kost verdient als kapper. Espinassous is enthousiast over Mattia's vioolspel en leert hem alles wat hij wil weten.
Hun volgende bestemming is Chavanon, waar ze moeder Barberin hopen te ontmoeten. Ze verdienen onderweg veel geld met hun optredens en ze besluiten op de veemarkt in Ussel een koe voor moeder Barberin te kopen. Om er zeker van te zijn dat ze geen slechte koe zullen kopen voor te veel geld, vragen ze een veearts om hulp. De veearts is erg behulpzaam en de jongens kopen een prachtige koe.
In het volgende dorp, vlak voordat ze in Chavanon zijn, worden de jongens er door de politie van beschuldigd de koe gestolen te hebben. Die nacht slapen ze in de cel. De burgemeester heeft echter geen reden om aan het verhaal van de jongens te twijfelen. Hij heeft gehoord van de ramp in de mijn en hij kent moeder Barberin. Voor de zekerheid wordt de veearts uit Ussel erbij geroepen, en zijn getuigenis is voldoende. Het volgende dorp is Chavanon, waar de jongens een meer dan hartelijke ontvangst krijgen.
Moeder Barberin heeft belangrijk nieuws: het lijkt erop dat Remi's ouders hem zoeken. Een poosje geleden kwam er een bezoeker die over Remi wilde praten. Moeder Barberin weet verder niets te vertellen, en Jérôme is weer in Parijs. Remi besluit direct terug te gaan naar Parijs, want hij wil niets liever dan zijn echte ouders vinden.
Op weg naar Parijs komen de jongens langs Dreuzy, waar Lise Acquin bij haar oom woont. Als ze in Parijs komen, horen ze dat Jérôme net is overleden. Ze schrijven een brief naar moeder Barberin. Deze antwoordt en sluit een brief in die Barberin haar voor zijn overlijden stuurde. Er staat in dat een advocaat in Londen belast is met de zoektocht naar Remi.
Remi en Mattia besluiten naar Londen te gaan. Met hun opvoeringen verdienen ze genoeg om de overtocht te betalen. Ze vinden het advocatenkantoor en de advocaat brengt ze bij Remi's ouders, de familie Driscoll. Beide jongens worden er in huis genomen. Remi's ouders zijn niet bepaald rijk en vriendelijk zijn ze ook niet. Er zijn aanwijzingen dat ze door diefstal aan de kost komen. Mattia gelooft niet dat het Remi's ouders zijn, maar daar wil Remi niets van horen.
Op een dag komt er een vreemde bezoeker die erg geïnteresseerd is in Remi. Remi begrijpt niet waar hij voor komt, want hij verstaat nauwelijks Engels. De bezoeker ontmoet Mattia niet, maar de gesprekken worden door Mattia afgeluisterd en Mattia verstaat Engels, dat heeft hij geleerd van de Engelse clowns toen hij in het circus werkte. De bezoeker heet James Milligan. Zijn overleden broer was schatrijk en heeft een zoon die ziek is, Arthur. James Milligan hoopt het fortuin van zijn broer te erven, maar dat zal niet gebeuren als Arthur blijft leven. Desnoods moet Arthur vermoord worden. Mattia en Remi zijn het erover eens dat ze mevrouw Milligan en Arthur moeten waarschuwen, maar ze hebben geen idee waar ze hen kunnen vinden. Zijn ze nog in Frankrijk of weer in Engeland?
Mattia ontmoet een oude bekende. Het is Bob, een van de clowns van het circus waar Mattia heeft gewerkt. Bob blijkt een uitstekende vriend te zijn. Op een dag proberen Remi's vader en broers ergens in te breken. Ze worden betrapt maar weten te ontsnappen. De politie volgt het spoor en komt bij Remi terecht. Zo wordt Remi van de inbraak beschuldigd. Hij kan zich misschien gemakkelijk vrijpleiten door zijn vader te noemen, maar hij wil loyaal aan zijn familie blijven. Dan bedenken Bob en Mattia een plan om Remi uit de gevangenis te laten ontsnappen. Dat lukt. Remi is nu in Engeland niet meer veilig en de politie bewaakt de veerboot natuurlijk. Bobs broer heeft echter een boot en daarmee zet hij de jongens over naar Frankrijk.
De jongens gaan nu op zoek naar mevrouw Milligan om haar voor haar zwager te waarschuwen. Dat is makkelijker dan het lijkt, want haar boot Le Cygne valt erg op. Ze informeren bij de rivieren en al gauw horen ze dat de boot twee maanden geleden voorbij is gekomen. Ze volgen het spoor en informeren bij elk knooppunt van rivieren en kanalen hoe de boot verder is gevaren. Onderweg komen ze door Dreuzy, waar ze Lise weer hopen te ontmoeten, maar Lise is er niet meer. Ze vernemen dat haar oom onlangs is overleden en dat Lise daarna is meegenomen door een Engelse dame die op dat moment met een boot voorbijkwam. Dat kan alleen mevrouw Milligan zijn. De jongens reizen verder. Bij de grens met Zwitserland vinden ze Le Cygne, de boot blijkt echter verlaten te zijn. Ze vragen om informatie en horen dat de boot niet verder de Rhône op kon varen. De familie is per rijtuig verder gereisd, vermoedelijk naar Vevey.
Het blijkt dat Vevey een grote plaats is waar veel gepensioneerde Britten wonen. Het duurt dan ook enkele dagen voor de jongens de familie Milligan vinden. Dan ontdekken ze dat hun vijand James Milligan er ook bij is. Remi is bang om deze man te ontmoeten en hij verstopt zich. Mattia heeft niets te vrezen, James kent hem namelijk niet. Mattia gaat naar het huis en vertelt het hele verhaal aan mevrouw Milligan. Deze regelt onderdak voor de jongens in een hotel en zorgt er tevens voor dat ze goed gekleed en gevoed worden.
Na een aantal dagen worden de jongens bij de Milligans uitgenodigd. Moeder Barberin blijkt ook aanwezig te zijn, mevrouw Milligan heeft haar op laten halen. Ze heeft de babykleertjes van Remi bij zich. Mevrouw Milligan herkent die als de kleren die haar oudste zoon droeg toen hij spoorloos verdween terwijl haar zwager op hem zou passen. Het is nu duidelijk dat Remi – voordat Arthur geboren werd – door Driscoll is ontvoerd, met medewerking van James Milligan.
In het laatste hoofdstuk woont Remi in het huis van zijn voorouders in Engeland. Hij is getrouwd met Lise. Mattia is een beroemd violist geworden. Arthur is geheel genezen en heeft trouwplannen met Cristina – het zusje van Mattia uit Italië waar Mattia in de loop van het verhaal vaak over praat. Het boek eindigt met de doop van zijn pasgeboren zoon waarvoor Remi al zijn oude vrienden uitnodigt: vader Acquin met zijn kinderen, de schoolmeester uit de mijn, Bob en zijn broer en natuurlijk moeder Barberin, die er de voorkeur aan gaf in haar huisje in Chavanon te blijven wonen. Zijn zoon wordt genoemd naar zijn vriend Mattia.

## Bewerkingen

### Film en televisie
- Sans famille (F 1934)[5]
- Senza famiglia (I 1946)[6]
- Sans famille (1958) van André Michel, hoofdrol Joel Flateau[7]
- Le Théâtre de la jeunesse: Sans famille (televisiefilm, F 1965)[8]
- Chibikko Rémi to Meiken Capi (Japan 1970) – animatiefilm door Toei Animation
- Remi: Alleen op de wereld (Ie Naki Ko) (Japan 1977-78) – 51 afleveringen tellende anime door Tokyo Movie Shinsha. Uitgezonden in 1979-1980 door AVRO en in 1996 door de EO. De AVRO-versie is uitgebracht op dvd.[9]
- Sans famille (Frankrijk, 1981) – zesdelige miniserie door TF1, met Petula Clark[10]
- Bez semyi (Без семьи, SU 1984)[11]
- Remi, Nobody's Girl (家なき子レミ, Ie Naki Ko Remi) (Japan) – 26 afleveringen tellende tv-serie. Brengt veel veranderingen aan in het originele verhaal, waaronder het feit dat de protagonist in deze serie een meisje is.
- Sans famille/Das Findelkind (Frankrijk, Duitsland, Tsjechië, 2000)[12]
- Alleen op de wereld, een serie van de VPRO (2016).[13]
- Rémi sans famille, een film van Antoine Blossier (2018).

### Boeken
- Alleen op de wereld (uitgeverij Gottmer, 2016), hertaald/bewerkt door Tiny Fisscher,  geïllustreerd door Charlotte Dematons, ISBN 978-90-257-6184-4
- Alleen op de wereld - Uitgeverij  V.A. Kramers - 's-Gravenhage, vertaald door J.M. Bloemink-Lugten en F.H.N. Bloemink

### Strip
In 1961 maakte striptekenaar Piet Wijn een stripversie van Alleen op de wereld. Eind jaren 90 maakte hij een vernieuwde versie van de strip, die als vervolgverhaal gepubliceerd werd in het weekblad Donald Duck.